# Emotrappan i Göteborg

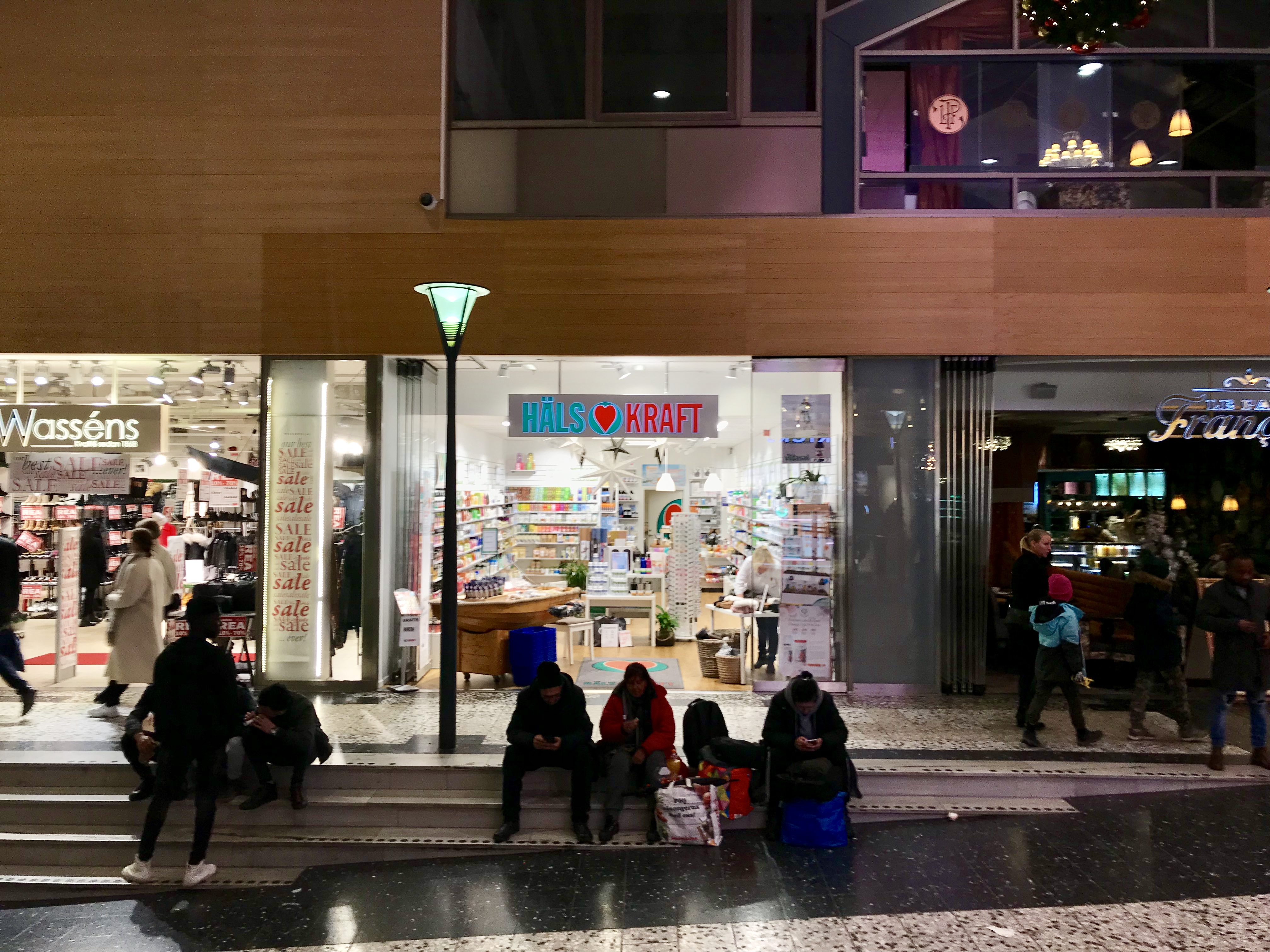
Emotrappan i januari 2020.

Emotrappan, eller tidigare punktrappan, är en etablerad samlingsplats i Nordstan i Göteborg för ungdomar som ofta tillhör olika subkulturer. Trappan, som bara består av några få grå trappsteg, ligger i anslutning till den gångtunnel som sträcker sig från Nordstan till centralstationen. På 1980-talet var det främst punkare och heavy metal-ungdomar som höll till i Nordstan och de kallades då för "Femmanbarnen". Det var vid den här tiden som trappan började bli en populär plats att träffas på och hänga vid och den började därför i folkmun kallas för punktrappan. När emokulturen blev stor på 2000-talet bytte platsen namn och trots att subkulturen i dag inte är utbredd har namnet dröjt sig kvar. Platsens popularitet som samlingsplats bland ungdomar har varierat över tid.
Gatorna och platsbildningarna mellan butikerna i Nordstan, inklusive emotrappan, är allmän plats där ordningslagen gäller. Det innebär att allmänheten har rätt att nyttja dessa ytor utan tillstånd.
Det finns även en emotrappa i Stockholm vid Sergels torg som fungerar på liknande sätt.